# Loeselia greggii
Loeselia greggii är en blågullsväxtart som beskrevs av S. Wats. Loeselia greggii ingår i släktet Loeselia och familjen blågullsväxter. Inga underarter finns listade i Catalogue of Life.